# 联盟党 (法罗群岛)
联盟党，法罗群岛政党，立场为自由保守主义。该党主张维持与丹麦的联盟关系。该党现任领导人为巴德·斯泰格·尼爾森，2015年上任。